# Heliamphora nutans
La Heliamphora nutans ( en latín : nutans = asentir con la cabeza) es una especie de planta carnívora de pantano originaria de la zona fronteriza entre Venezuela, Brasil y Guyana, donde crece en varias mesetas abruptas o tepuyes, como el monte Roraima, Kukenán, Yuruaní, Maringma y Wei Assipu . Heliamphora nutans fue la primera Heliamphora descrita y es la especie más conocida.

## Taxonomía
Heliamphora nutans fue descubierta en 1839 por los hermanos Robert y Richard Schomburgk, en el Monte Roraima  aunque no recolectaron especímenes para llevar a Europa . Esta planta fue descrita formalmente por George Bentham en 1840, convirtiéndose en la especie tipo del género. En 1881, David Burke estaba cazando plantas en la misma área de la Guayana Británica donde recolectó especímenes de la planta y la introdujo en Inglaterra .

## Alimentación
Esta especie emplea un mecanismo de captura de resvalamiento (se escribiría con B como resbalar) similar al de muchas plantas de jarra tropicales del género Nepenthes .